# 洛根·乌尔里克
洛根·乌尔里克（英語：Logan Ullrich，2000年8月20日—），新西兰男子赛艇运动员。他曾代表新西兰参加2024年夏季奥林匹克运动会赛艇比赛，获得男子四人单桨无舵手银牌。